# Ordona
Ordona is een gemeente in de Italiaanse provincie Foggia (regio Apulië) en telt 2612 inwoners (31-12-2004). De oppervlakte bedraagt 39,9 km², de bevolkingsdichtheid is 65 inwoners per km². 
In de Oudheid heette de plaats Herdonia; in 212 v.Chr. verloren de Romeinen hier de Eerste Slag om Herdonia tegen de Carthagers, die onder bevel van Hannibal Barkas stonden. Een nog grotere nederlaag leden de Romeinen in de Tweede Slag om Herdonia in 210 v.Chr. Herdonia was een geromaniseerde stad met een forum, basilica en amfitheater.

## Demografie
Ordona telt ongeveer 886 huishoudens. Het aantal inwoners steeg in de periode 1991-2001 met 5,7% volgens cijfers uit de tienjaarlijkse volkstellingen van ISTAT.
| Jaar | Inwoneraantal |
| ---- | ------------- |
| 1991 | 2445          |
| 2001 | 2584          |

## Geografie
Ordona grenst aan de volgende gemeenten: Ascoli Satriano, Carapelle, Foggia, Orta Nova.

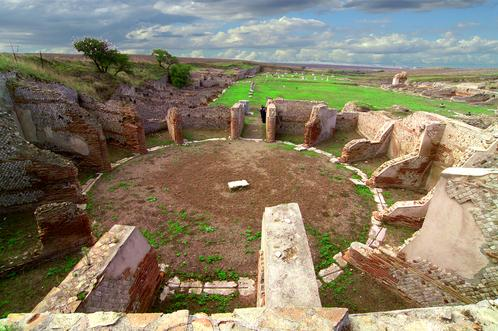

Accadia · Alberona · Anzano di Puglia · Apricena · Ascoli Satriano · Biccari · Bovino · Cagnano Varano · Candela · Carapelle · Carlantino · Carpino · Casalnuovo Monterotaro · Casalvecchio di Puglia · Castelluccio Valmaggiore · Castelluccio dei Sauri · Castelnuovo della Daunia · Celenza Valfortore · Celle di San Vito · Cerignola · Chieuti · Deliceto · Faeto · Foggia · Ischitella · Isole Tremiti · Lesina · Lucera · Manfredonia · Mattinata · Monte Sant'Angelo · Monteleone di Puglia · Motta Montecorvino · Ordona · Orsara di Puglia · Orta Nova · Panni · Peschici · Pietramontecorvino · Poggio Imperiale · Rignano Garganico · Rocchetta Sant'Antonio · Rodi Garganico · Roseto Valfortore · San Giovanni Rotondo · San Marco in Lamis · San Marco la Catola · San Nicandro Garganico · San Paolo di Civitate · San Severo · Sant'Agata di Puglia · Serracapriola · Stornara · Stornarella · Torremaggiore · Troia · Vico del Gargano · Vieste · Volturara Appula · Volturino · Zapponeta